# Nationalpark Cutervo
Der Nationalpark Cutervo, span. Parque Nacional de Cutervo, ist der erste Nationalpark Perus. Er liegt in den Distrikten San Andrés de Cutervo, Santo Tomás, Pimpingos, Santa Cruz, Callayuc und Santo Domingo de la Capilla in der Provinz Cutervo in der Region Cajamarca. Der Park wurde durch das Gesetz Nº 13694 geschaffen und am 8. September 1961 als Nationalpark ausgewiesen. Großen Anteil an der Einrichtung hatte der wichtige peruanische Naturschützer und Biologe Salomón Vílchez Murga (1907–1993). Zunächst war der Park auf 25 Quadratkilometer begrenzt, wurde aber 2006 durch das Gesetz Nº 28860 auf 82 Quadratkilometer erweitert.

## Schutzziel
Ziel des Gesetzes ist der Schutz und die nachhaltige Entwicklung der einzigartigen Flora und Fauna sowie der Erhalt der eigentümlichen Charakteristika der Cordillera de los Tarros.

## Fauna
Der Park ist insbesondere für seine vielen Höhlen bekannt, in denen Fettschwalme (Steatornis caripensis) hausen. In einem Bach in den Höhlen kommt außerdem ein Kletterwels namens Astroblepus rosei vor. Neben dem peruanischen Nationalvogel, dem Andenfelsenhahn (Rupicola peruvianus), findet man im Park auch den Goldkopftrogon (Pharomachrus auriceps) und den Riesenkolibri (Patagona gigas).
−

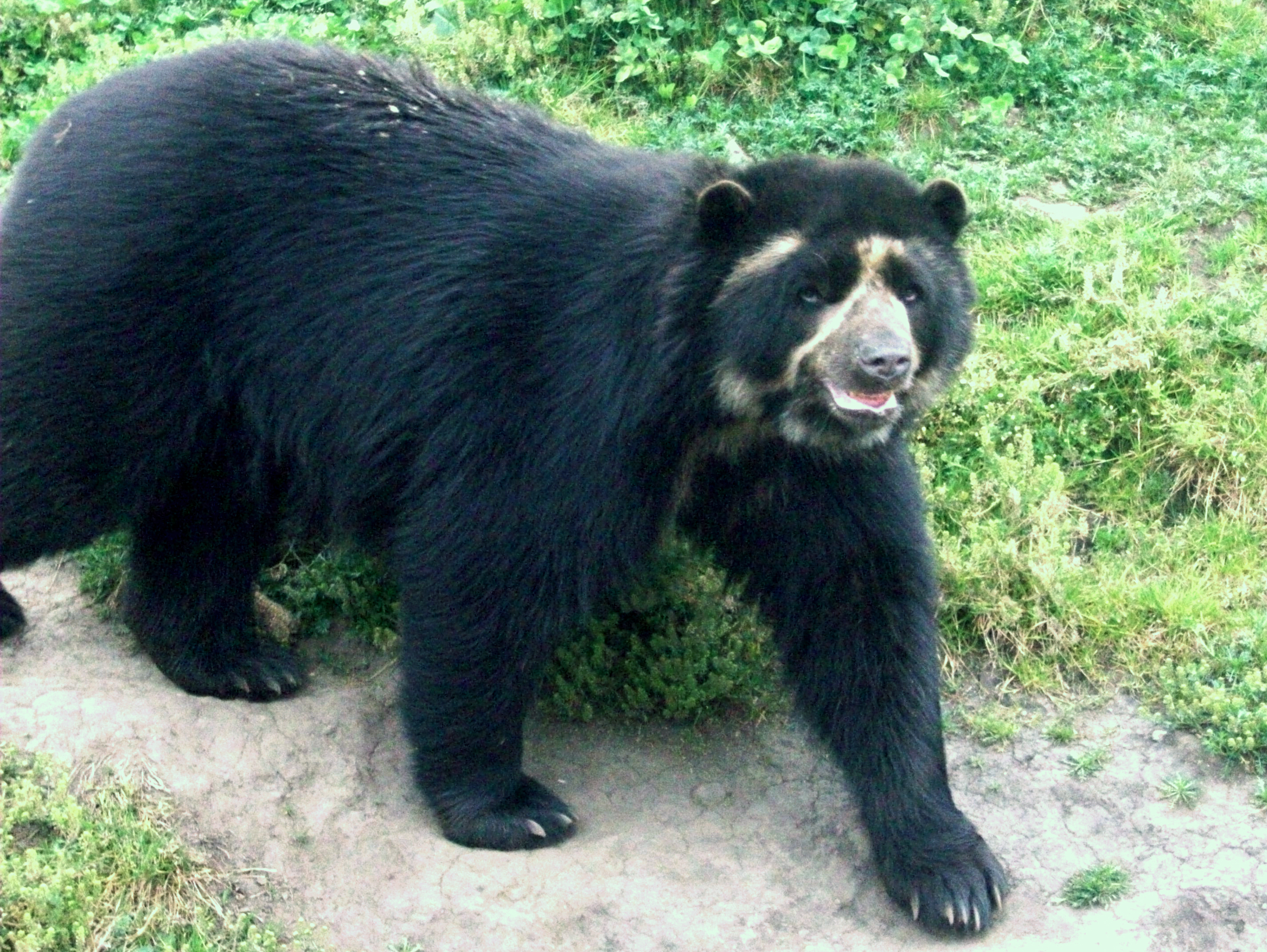
Brillen- oder Andenbär (Tremarctos ornatus) im Nationalpark Cutervo

Zu den Säugetieren im Park gehören der Jaguar, der Ozelot, Leopardus garleppi, der Brillenbär, der Südamerikanische Fischotter (Lontra longicaudis), der Weißwedelhirsch, das Halsbandpekari, das Neunbinden-Gürteltier sowie der Bergtapir.
Im Jahr 1982 fanden Mateu & Bellés in den Höhlen die Laufkäfer Andinorites striatus, Andinorites troglophilus, Andinorites convexus, Andinorites vilchezi, Andinorites peruvianus, Peudotrechisibus (Pseudotrechisibus sphaericus) und Incatrechus (Incatrechus pilosus).

## Flora
Der Park hat eine sehr abwechslungsreiche Flora, die von Wiesen über zwergwüchsige Wälder (Krummholz) bis zu typischen Nebelwäldern reicht. Zu den Pflanzen des Parks gehören Chinarindenbäume (Cinchona sp.), Zedrelen (Cedrela sp.), Lorbeergewächse (Nectandra sp.), die zu den Walnüssen gehörende Juglans neotropica und eine Erlenart namens Alnus acuminata.